# Мишуткин, Игорь Викторович
И́горь Ви́кторович Мишу́ткин (род. 3 января 1964 года, Рудный, Кустанайская область, Казахская ССР, СССР) — российский военный деятель, генерал-лейтенант.  Начальник Военного университета имени князя Александра Невского Министерства обороны Российской Федерации (с 9 октября 2017 года). Доктор педагогических наук, кандидат юридических наук, доцент. Лауреат Государственной премии Российской Федерации имени Маршала Советского Союза Г. К. Жукова (2020). Почетный работник сферы образования Российской Федерации (2024).

## Биография
Родился 3 января 1964 года в городе Рудный Кустанайской области Казахской ССР (ныне Казахстан).
Окончив среднюю школу, в 1981 году поступил в Ленинградское высшее общевойсковое командное училище (ныне Санкт-Петербургское высшее общевойсковое командное училище). Обучался по специальности «командная тактическая, колесные и гусеничные машины», окончил учебное заведение в 1985 году.
С 1985 года по 1996 год служил в действующей армии, прошёл путь от командира мотострелкового взвода до заместителя командира мотострелкового полка. С 1986 года по 1988 год выполнял боевые и специальные задачи на территории Демократической Республики Афганистан; заслуги Мишуткина в ходе Афганской войны были отмечены орденом Красной Звезды и медалью «За отвагу».
Участвовал в Южноосетинской войне 1991—1992 годов в составе миротворческих сил; за успешное выполнение боевых задач Мишуткин был награждён орденом «За военные заслуги», ему также было досрочно присвоено воинское звание «подполковник».
С 1996 года подполковник Мишуткин — слушатель командного факультета Общевойсковой академии Вооружённых Сил Российской Федерации, которую в 1999 году окончил с отличием и золотой медалью. С 1999 года по 2003 год занимал должности заместителя командира, командира мотострелкового полка обеспечения учебного процесса академии.
30 июня 2003 года назначен на должность  начальника прокурорско-следственного факультета Военного университета Министерства обороны Российской Федерации. В 2007 году Мишуткин с отличием окончил Военный университет по специальности «Юриспруденция», а в декабре 2008 года защитил диссертацию на соискание учёной степени кандидата юридических наук.
В апреле 2010 года назначен на должность заместителя начальника Военного университета. Указом Президента Российской Федерации от 20 февраля 2013 года Мишуткину присвоено воинское звание «генерал-майор». В 2016 году как руководитель представительства Вооружённых Сил Российской Федерации в Совместном центре контроля и координации прекращения огня и стабилизации линии разграничения сторон участвовал в выполнении специальных задач в зоне войны в Донбассе.
Указом Президента Российской Федерации от 9 октября 2017 года Мишуткин назначен на должность начальника Военного университета Министерства обороны Российской Федерации. Указом Президента Российской Федерации от 11 июня 2018 года ему присвоено воинское звание «генерал-лейтенант».

## Награды
Удостоен ряда советских и российских государственных наград, среди них:
- орден «За заслуги перед Отечеством» IV степени с мечами[1];
- орден Мужества[1];
- орден «За военные заслуги»[1];
- орден Почёта[1];
- орден Красной Звезды[1];
- медаль «За отвагу»[1];
- Государственная премия Российской Федерации имени Маршала Советского Союза Г. К. Жукова (6 мая 2020 года) — «за цикл научных трудов и учебных изданий по вопросам финансово-экономического обеспечения деятельности Вооруженных Сил Российской Федерации»[7];
- почётное звание «Почётный работник сферы образования Российской Федерации» (2024)[1].